# Cécile Bonnet-Weidhofer
Cécile Bonnet-Weidhofer, geboren als Cécile Bonnet (* 1982 in Aix-en-Provence, Frankreich) ist eine französisch-deutsche Politikerin der FDP. Sie war stellvertretende Vorsitzende des Landesverbandes der FDP Mecklenburg-Vorpommern. Zudem war sie Spitzenkandidatin der FDP für die Landtagswahl in Mecklenburg-Vorpommern 2016.

## Ausbildung und Beruf
Cécile Bonnet-Weidhofer besitzt die französische und seit 2013 auch die deutsche Staatsbürgerschaft. Sie wuchs in Aix-en-Provence auf und machte dort ihr Baccalauréat (Abitur). Nach einem Diplomstudium „Französisch als Fremdsprache“ in Montpellier und einem Masterstudium „Interkulturelle deutsch-französische Studien“ in Aix-en-Provence und Tübingen zog sie 2006 zunächst nach Nordrhein-Westfalen, wo sie bei der Bundesvereinigung Kulturelle Kinder- und Jugendbildung Erfahrungen in der internationalen Jugendbildungsarbeit sammelte. Im Jahr 2010 wechselte sie nach Schwerin, um dort als Bildungsreferentin in einer Kinder- und Jugendkunstschule zu arbeiten. Aktuell arbeitet Bonnet-Weidhofer bei der Europäischen Akademie für Frauen in Politik und Wirtschaft in Berlin. 2015–2016 leitete sie das deutsch-tunesische Projekt "Demokratie braucht Frauen". Außerdem hält sie Vorträge und gibt Workshops zum Thema "Frauen und Kommunalpolitik".
Cécile Bonnet-Weidhofer ist mit einem Deutschen verheiratet und Mutter eines im Frühjahr 2016 geborenen Sohnes.

## Politik
Nach der verlorenen Landtagswahl 2011 trat sie in die FDP ein. Die Fraktion aus CDU und FDP der Schweriner Stadtvertretung bestimmte sie zunächst zur sachkundigen Bürgerin im Kulturausschuss. Bei der Kommunalwahl 2014 errang sie den einzigen Sitz für die FDP in der Schweriner Stadtvertretung und trat der CDU-Fraktion bei. Sie sitzt daher im Aufsichtsrat der Zoologischen Garten Schwerin GGmbH. Parallel kandidierte sie erfolglos bei der Europawahl 2014 auf Listenplatz 8. Ende 2015 bestimmte sie der Landesverband zur Spitzenkandidatin für die Landtagswahl 2016. Als Direktkandidatin trat sie im Wahlkreis 8 (Schwerin) an. Im Wahlkampf legte sie ihre Schwerpunkte auf die Bereiche Bildung und Ausbau der digitalen Infrastruktur. Bei der Landtagswahl verfehlte die FDP mit leichten Zugewinnen erneut den Einzug in den Landtag.